# بن يعقوب
 تقع بلدية بن يعقوب غرب ولاية الجلفة بمسافة تقدر بـ 51 كلم عبر الطريق الرابط بين مقر البلدية بالولاية مروراً على منطقة الفايجة، وقد تم إنشاء بلدية بن يعقوب أثناء التقسيم الإداري الوارد في تاريخ 26 ديسمبر 1984 هذا التاريخ بالذات الذي اجريت فيه الانتخابات البلدية.
وتعد من أقدم المدن ثانيا: حدودها: يحدها شرقا بلدية الشــــارف وغربا بلديـــة الدويس وشمالا بلدية الادريسية وجنوبا بلدية الجلفة، كما أنها تتربع على مساحة تقدر بـ 1800كلم وهي منطقة جبلية وسهبية رعوية 